# Muri AG
| AG ist das Kürzel für den Kanton Aargau in der Schweiz. Es wird verwendet, um Verwechslungen mit anderen Einträgen des Namens Muri zu vermeiden. |

Muri, früher auch Muri (Freiamt) genannt, ist eine Einwohnergemeinde im Südosten des Schweizer Kantons Aargau und Hauptort des Bezirks Muri. Die Einwohner der Gemeinde im oberen Bünztal nennt man Murianer, im Gegensatz zu den Bewohnern der gleichnamigen Gemeinde im Kanton Bern, die Muriger genannt werden. Die heutige Gemeinde Muri entstand 1816 aus der Fusion von Langdorf, Egg, Hasli und Wey. Weitherum bekannt ist sie für das Kloster Muri.

## Geographie

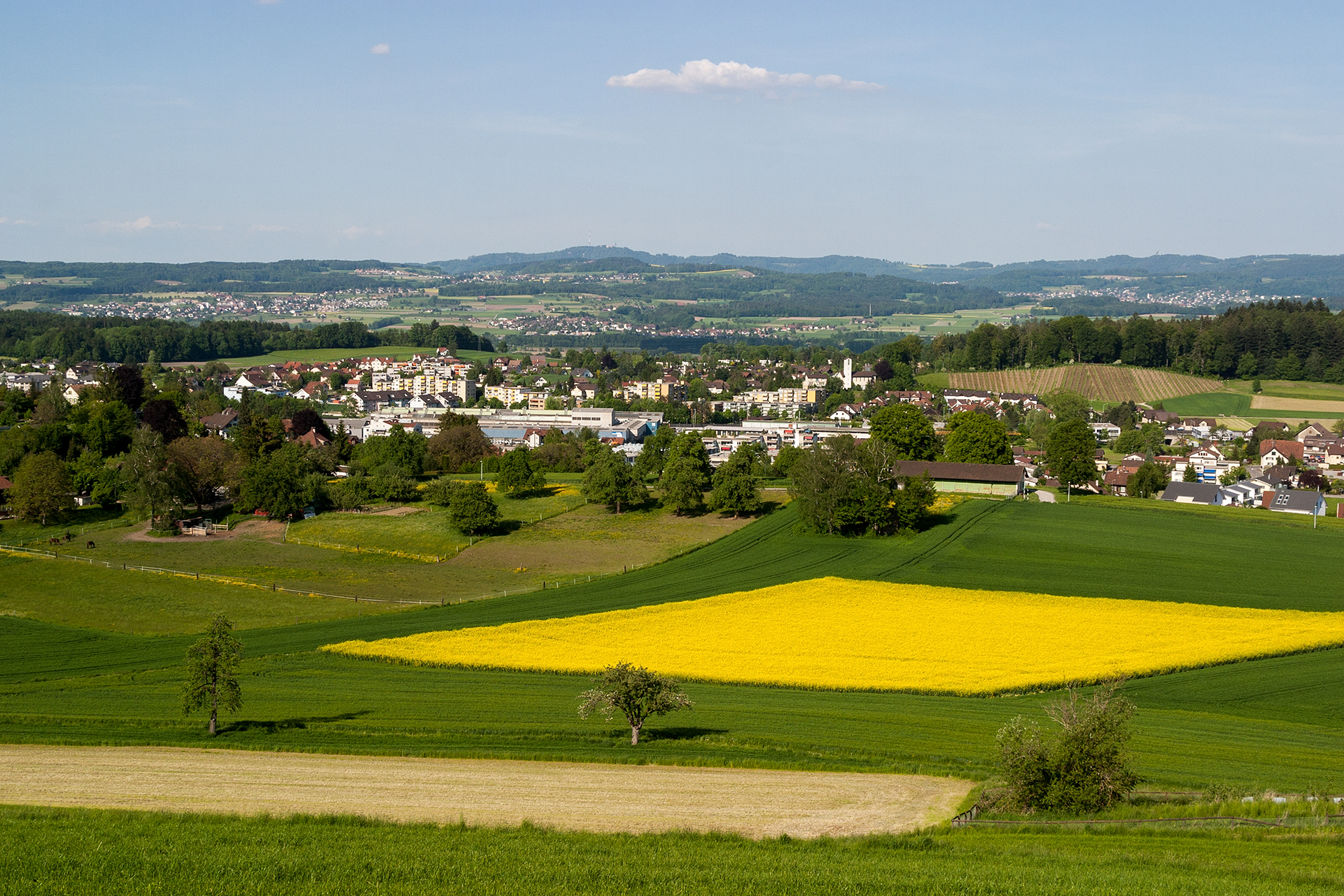
Blick auf Muri-Langdorf, im Hintergrund Albis und Üetliberg

Die Gemeinde besteht aus drei Ortsteilen, die in den letzten Jahrzehnten rund um das Kloster Muri und den Bahnhof zusammengewachsen sind. Unmittelbar westlich des Klosters liegt der Ortsteil Wey (485 m ü. M.), etwas mehr als einen Kilometer südlich der Ortsteil Langdorf (früher auch Dorfmuri genannt, 474 m ü. M.). Östlich der Bahnlinie liegt in einer Entfernung von einem halben Kilometer der Ortsteil Egg (460 m ü. M.). Daneben gibt es einige Weiler: Hasli (449 m ü. M.) befindet sich einen Kilometer nördlich des Klosters, Wili (450 m ü. M.) einen Kilometer in nordwestlicher Richtung, Langenmatt (570 m ü. M.) einen Kilometer westlich. Der Weiler Türmelen (455 m ü. M.) unmittelbar an der östlichen Gemeindegrenze ist mittlerweile mit Egg zusammengewachsen. Über das ganze Gemeindegebiet verstreut gibt es zahlreiche Einzelhöfe.
Muri liegt im oberen Bünztal am Fusse des Lindenbergs. In Richtung Westen steigt der Hang gleichmässig an. Gegen Süden hin wird das Gelände wellig und wird durch zwei tief eingeschnittene Bachtäler unterteilt. Der Sörikerbach fliesst durch Wey, der Rüeribach durch Langdorf und an Egg vorbei. Beide Bäche vereinigen sich zwischen dem Bahnhof und Hasli zur Bünz. Entlang der östlichen Gemeindegrenze zieht sich der Hügelzug des Wagenrains, der den natürlichen Übergang zum Reusstal bildet. Gegen Birri hin fällt das Gelände ab.
Die Fläche des Gemeindegebiets beträgt 1234 Hektaren, davon sind 261 Hektaren bewaldet und 272 Hektaren überbaut. Der höchste Punkt befindet sich auf 635 m ü. M. oberhalb des Tobels am Sörikerbach, der tiefste auf 432 m ü. M. im Büelmoos an der östlichen Gemeindegrenze. Nachbargemeinden sind Aristau im Nordosten, Merenschwand im Osten, Geltwil im Südwesten, Buttwil im Westen und Boswil im Nordwesten.

## Geschichte
Verschiedene Funde lassen auf eine Besiedlung des Raumes Muri während der Jungsteinzeit und der Bronzezeit schliessen. Aus der Hallstattzeit stammt ein Grabhügel, der 1929 an der südlichen Gemeindegrenze entdeckt wurde. Ab dem 1. Jahrhundert n. Chr. bestanden kleinere römische Siedlungen, die um 260 nach Überfällen der Alamannen zerstört wurden. Diese liessen sich hier im 8. oder 9. Jahrhundert endgültig nieder und nannten ihre Siedlung Murahe (Lehnwort des lateinischen murus, nach den zahlreichen römischen Mäuerchen, die sie vorfanden). Diese älteste Erwähnung stammt aus dem Jahr 893 und ist in einem Zinsrodel des Fraumünsters in Zürich zu finden.
Die Geschichte Muris ist eng mit derjenigen der Benediktinerabtei verbunden. Graf Radbot von Habsburg und seine Ehefrau Ita von Lothringen stifteten 1027 das Kloster Muri. Mit der Rückendeckung der Habsburger wurde das Kloster mit der Zeit immer mächtiger, erwarb grossen Landbesitz im zentralen Mittelland und stieg zu einem wichtigen geistlichen und kulturellen Zentrum auf. Im 12. Jahrhundert war das heutige Gemeindegebiet in den vicus superior (Dorfmuri, heute Langdorf) bzw. in den vicus inferior aufgeteilt, der die Klosterdomäne umfasste. Aus Teilen der Domäne entstanden spätestens ab 1082 die weiteren Siedlungen und Einzelhöfe. Egg, Hasli und Wey entwickelten sich im Laufe der Zeit zu eigenständigen Gemeinwesen.
Die Pfarrei umfasste nicht nur das heutige Muri, sondern auch Aristau, Buttwil und Geltwil. Das Niedergericht des Klosters umfasste darüber hinaus auch Teile von Beinwil (Freiamt) und Besenbüren. Die Landesherrschaft und die hohe Gerichtsbarkeit lagen bei den Habsburgern. Im Jahr 1415 eroberten die Eidgenossen den Aargau, und die habsburgische Vogtei Muri wurde Teil der Gemeinen Herrschaft der Freien Ämter. Eine grosse Minderheit der Bevölkerung des Amtes Muri trat 1529 zur Reformation über, wurde aber 1531 nach dem Zweiten Kappelerkrieg rekatholisiert. Das Kloster gewann danach immer mehr an Bedeutung und stieg 1701 in den Rang einer Fürstabtei auf; es galt viele Jahre als reichstes Kloster der Schweiz.
Im März 1798 marschierten die Franzosen in die Schweiz ein und riefen die Helvetische Republik aus. Dorfmuri wurde Verwaltungssitz des Distrikts Muri im Kanton Baden. Nach der Gründung des Kantons Aargau im Jahr 1803 bildeten Egg, Hasli, Wey und Langdorf (das seinen alten Namen Dorfmuri in der Zwischenzeit aufgegeben hatte) sowie Aristau, Buttwil und Geltwil eine Kreisgemeinde, einen sehr lockeren Gemeindeverbund. Die heutige Gemeinde Muri entstand 1816 nach der Auflösung der Kreisgemeinde und der Fusion von Egg, Hasli, Langdorf und Wey. Auslöser war der Konkurs der Gemeinde Hasli gewesen.

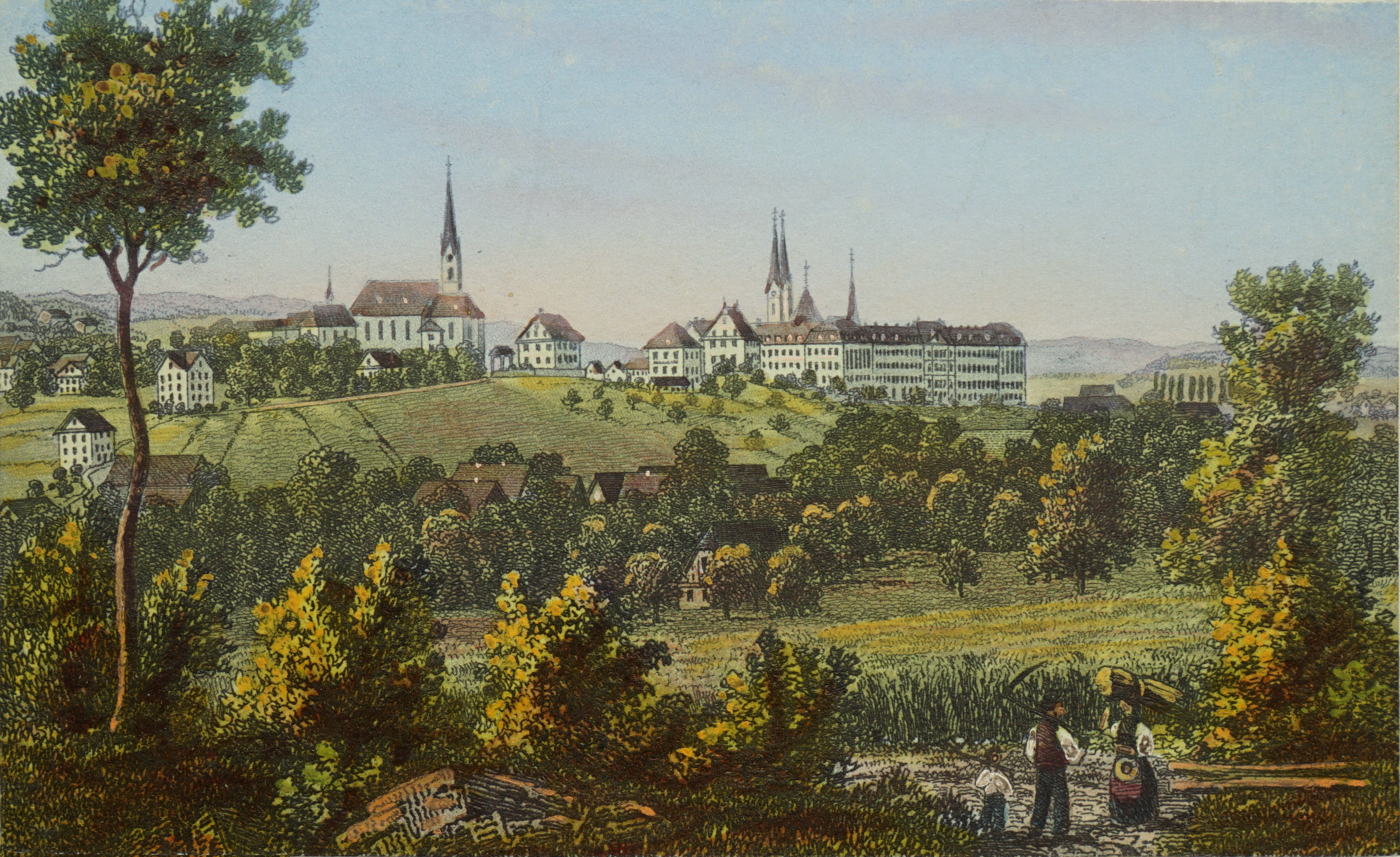
Muri um 1870.
Radierung von Heinrich Müller

Muri, historisches Luftbild von 1923, aufgenommen von Walter Mittelholzer

Anfang Januar 1841 brachen im Freiamt religiös motivierte Unruhen aus, die sich gegen die Verhaftung des Bünzer Komitees und die liberale Kantonsverfassung richteten. Der Konflikt, der nach zwei Tagen unter Kontrolle gebracht wurde, diente dem Kanton am 13. Januar als Vorwand zur sofortigen Aufhebung des Klosters. Die letzten Mönche mussten Muri am 27. Januar verlassen und zogen ins Südtirol, wo sie in Bozen die Abtei Muri-Gries gründeten. Die Klosteraufhebung, eine der Ursachen des Aargauer Klosterstreits, traf die Gemeinde unvorbereitet, da sie nun Aufgaben übernehmen musste, die bisher das Kloster erledigt hatte, beispielsweise die Bildung. Die Gebäude dienten anschliessend verschiedenen Zwecken. Am 21. August 1889 brannte ein Teil der Klosteranlage nieder, die vollständige Restauration des Ostflügels konnte erst 1989 abgeschlossen werden. Seit 1960 lebt wieder eine kleine Gruppe von Mönchen in einem Flügel des Klosters. In den übrigen Räumlichkeiten sind heute die Bezirks- und Gemeindeverwaltung sowie einige Schulzimmer untergebracht.
Die Gemeinde erhielt am 1. Juni 1875 Anschluss ans Eisenbahnnetz mit der Eröffnung des Abschnitts Wohlen–Muri der Aargauischen Südbahn. Die Weiterführung nach Rotkreuz (mit Anschluss an die Gotthardbahn) verzögerte sich aus finanziellen Gründen und erfolgte erst am 1. Dezember 1881. Das Projekt einer Schmalspurbahn über Merenschwand nach Affoltern am Albis scheiterte mehrmals. Eine Zeitlang hatte auch der Tourismus eine gewisse Bedeutung: Von 1868 bis 1917 bestand eine Kur- und Badeanstalt, die auch Mineralwasser abfüllte und vertrieb. Heute würde die Anstalt nicht den strengen Richtlinien eines Thermalbades genügen.
Die Industrie hielt zu Beginn des 19. Jahrhunderts Einzug, dabei handelte es sich vorerst um Filialen der Strohgeflechtsindustrie in Wohlen sowie der Seidenindustrie im Knonaueramt. Von 1898 bis 1969 wurden in Muri Ziegel und Backsteine produziert, eine Traktorenfabrik, die den «Murianer» herstellte, hielt sich nur von 1935 bis 1941. Mitte der 1950er Jahre entstand entlang der Bahnlinie eine ausgedehnte Industriezone.

## Sehenswürdigkeiten

### Kloster Muri

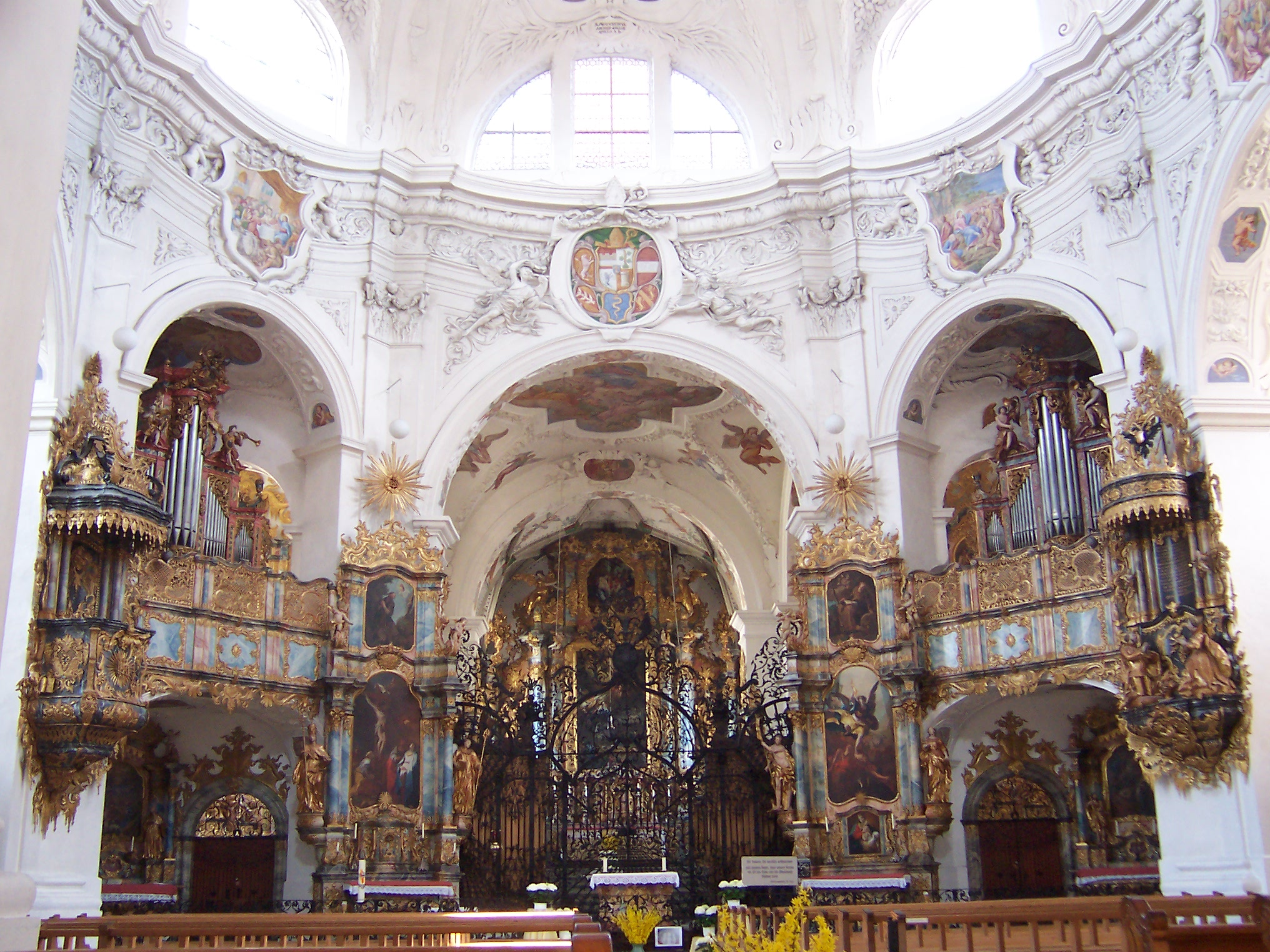
Klosterkirche Muri von innen

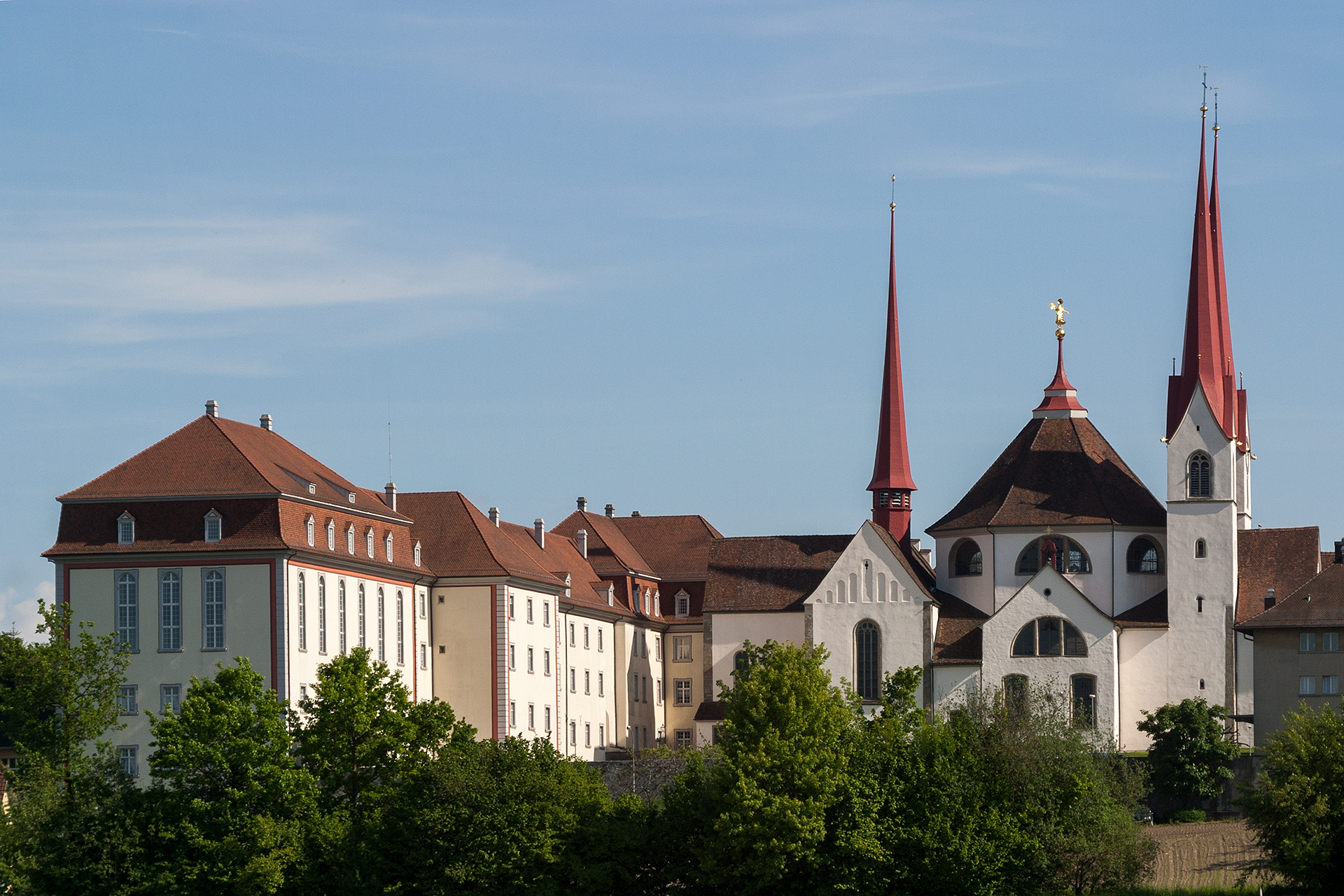
Kloster Muri mit seiner Kirche

Das beherrschende Wahrzeichen von Muri ist das Kloster Muri, ein fast 1000 Jahre altes Benediktinerkloster. Dessen Herzstück ist die Klosterkirche, deren Bausubstanz bis ins 11. Jahrhundert zurückreicht, zum grössten Teil aber aus dem späten 17. Jahrhundert stammt. Die Kirche, die Elemente der Romanik, der Gotik und des Barocks umfasst, ist reich mit Fresken und Schnitzereien verziert.
Im Kreuzgang mit wertvollem Glasgemäldezyklus aus dem 16. Jahrhundert befindet sich die Loretokapelle mit der Habsburger-Gruft. Hier ruhen die Herzen des letzten Kaiserpaars der österreichischen Monarchie, Kaiser Karl I. und Kaiserin Zita von Bourbon-Parma. Auch weitere Mitglieder der Habsburgerfamilie sind hier bestattet. Im Klostermuseum werden die wertvollen Kunstschätze des Klosters ausgestellt. Es gibt auch eine permanente Ausstellung des Alpenmalers Caspar Wolf. Die Klosterkirche besitzt fünf Orgeln, regelmässig finden Konzerte statt. Zum Kloster gehören auch monumental wirkende klassizistische Gebäude, die heute von Schule, Bezirksbehörden und einem Pflegeheim genutzt werden.

### Sonstige Bauwerke
Die Pfarrkirche St. Goar stammt aus der Zeit um 1030. Um 1335 wurden das Kirchenschiff verlängert und der Chor verbreitert; aus dieser Zeit erhalten geblieben die Grundmauern des Kirchturms. 1583 wurde der Turm neu gebaut. Zwischen 1640 und 1644 liess das Kloster Muri den Chor und das Kirchenschiff abreissen und im barocken Stil vollständig neu errichten. Da die Kirche zu klein geworden war, wurde das Kirchenschiff 1935/1936 abgebrochen und unter Einbezug der älteren Gebäudeteile in verbreiterter Form neu errichtet. Nördlich der Pfarrkirche steht das 1747 erbaute Pfarrhaus.

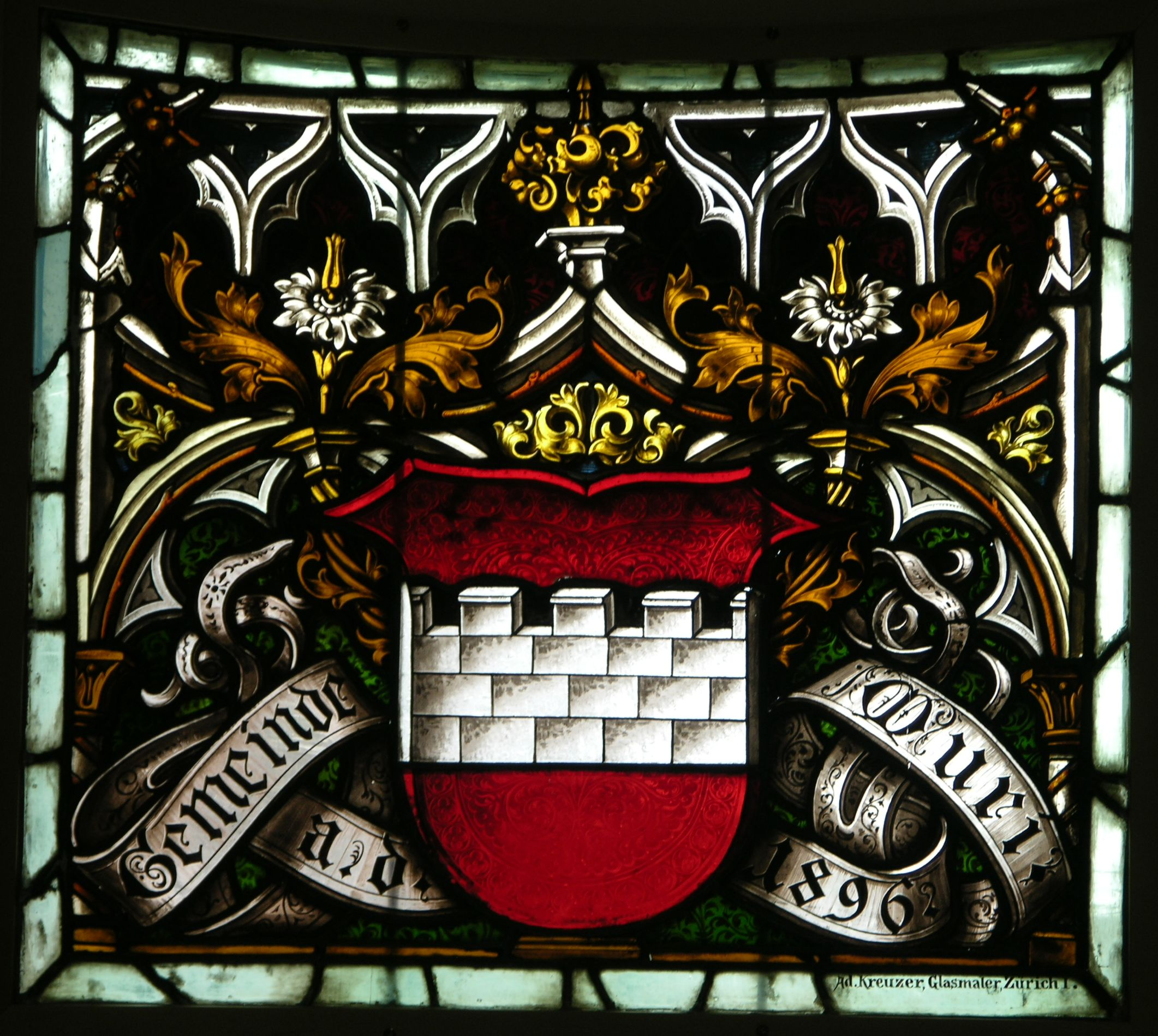
Dreireihiges Wappen als Fensterbild in der Alten Kantonsschule Aarau

Auf halbem Weg zwischen Pfarr- und Klosterkirche befindet sich das Amtshaus. Es entstand 1660 im Auftrag des Klosters und wurde zunächst als Gasthaus genutzt. 1827 zwang der Kanton das Kloster, das dreistöckige Gebäude zu verpachten. Danach war es Sitz der Bezirksbehörden und des Bezirksgerichts. Heute wird es von der Kantonspolizei genutzt. Südwestlich des Klosters steht der Leontiusbrunnen.

## Wappen
Die Blasonierung des Gemeindewappens lautet: «In Rot zweireihige, schwarz gefugte weisse Mauer mit drei Zinnen.» Auf den Gemeindesiegeln von 1811 und 1872 hatte die Gemeinde noch die Martersäule Christi geführt, dieses Symbol steht historisch allerdings für die gesamten Freien Ämter. 1930 wurde das Wappen des ehemaligen Klosters übernommen, welches Abt Johannes Feierabend im Jahre 1508 eingeführt hatte. Die Mauer war zunächst dreireihig, seit 1972 weist sie jedoch nur zwei Reihen auf, in Anlehnung an eine Darstellung des Abteiwappens von 1618. Das Bezirkswappen blieb hingegen unverändert.

## Bevölkerung

Bevölkerungsentwicklung 1755 bis 2010

Die Einwohnerzahlen entwickelten sich wie folgt:
| Jahr      | 1755 | 1803 | 1850 | 1900 | 1930 | 1950 | 1960 | 1970 | 1980 | 1990 | 2000 | 2010 | 2020 |
| Einwohner | 1158 | 1473 | 1966 | 2073 | 3130 | 3680 | 3957 | 4853 | 5399 | 6009 | 6545 | 6980 | 8244 |

Am 31. Dezember 2023 lebten 8602 Menschen in Muri, der Ausländeranteil betrug 23,3 %. Bei der Volkszählung 2015 bezeichneten sich 51,4 % als römisch-katholisch und 15,2 % als reformiert; 33,4 % waren konfessionslos oder gehörten anderen Glaubensrichtungen an. 86,4 % gaben bei der Volkszählung 2000 Deutsch als ihre Hauptsprache an, 4,2 % Albanisch, 2,7 % Italienisch, 2,2 % Serbokroatisch und 1,1 % Portugiesisch.

## Politik und Recht
Die Versammlung der Stimmberechtigten, die Gemeindeversammlung, übt die Legislativgewalt aus. Ausführende Behörde ist der fünfköpfige Gemeinderat. Er wird im Majorzverfahren vom Volk gewählt, seine Amtsdauer beträgt vier Jahre. Der Gemeinderat führt und repräsentiert die Gemeinde. Dazu vollzieht er die Beschlüsse der Gemeindeversammlung und die Aufgaben, die ihm vom Kanton zugeteilt wurden. Für Rechtsstreitigkeiten ist in erster Instanz das Bezirksgericht Muri zuständig. Muri ist Sitz des Friedensrichterkreises XIII, der den gesamten Bezirk umfasst. Ausserdem ist Muri seit 2011 Sitz der Staatsanwaltschaft der Bezirke Muri und Bremgarten.

## Wirtschaft
In Muri gibt es gemäss der im Jahr 2015 erhobenen Statistik der Unternehmensstruktur (STATENT) rund 5200 Arbeitsplätze, davon 3 % in der Landwirtschaft, 31 % in der Industrie und 66 % im Dienstleistungssektor. Praktisch alle Unternehmen sind KMU, es existiert kein dominierender Arbeitgeber. Die wichtigsten Fabrikationszweige sind Metallverarbeitung, Chemie, Kunststoffverarbeitung, Produktion von Obstsäften sowie die Herstellung von Apparaten, Präzisionswerkzeugen und elektronischen Geräten.
Etwa zwei Kilometer nördlich des Dorfes steht der nach den Richtlinien des Biolandbaus und der artgerechten Tierhaltung betriebene Gutshof Murimoos. Er bietet Wohnraum und Beschäftigungsmöglichkeiten für rund 90 betreuungsbedürftige Männer, die psychisch, physisch oder sozial benachteiligt sind; der Gutshof dient gleichzeitig als Begegnungsstätte. In Muri befindet sich das Kreisspital für das Freiamt. Dieses regionale Krankenhaus ist für die gesamte Region Freiamt zuständig und deckt damit ein Einzugsgebiet von über 100'000 Einwohnern ab. Ende 2025 soll die dortige Geburtenabteilung geschlossen werden.

## Verkehr

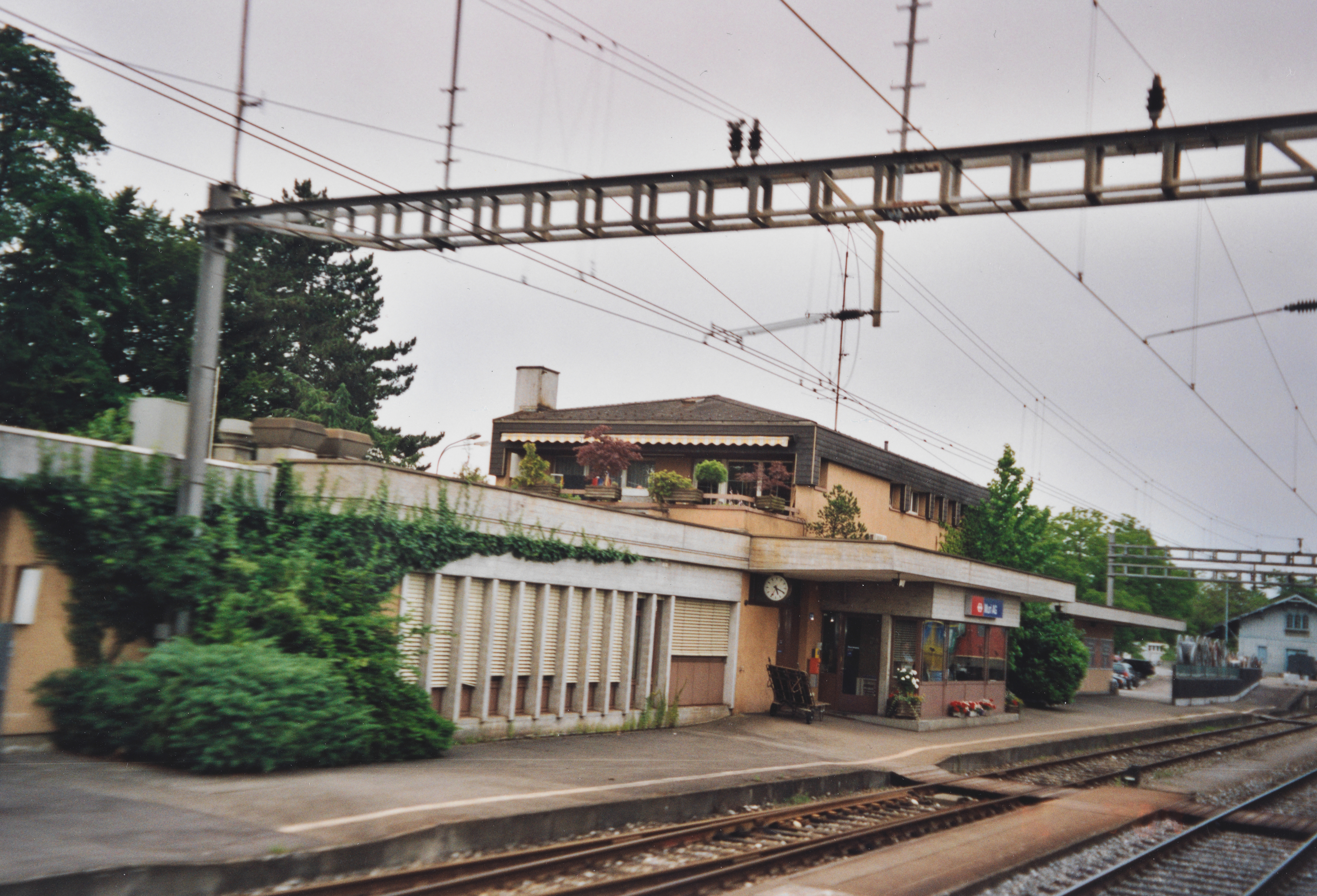
Bahnhof Muri (2004)

Die vielbefahrene Hauptstrasse 25 zwischen Lenzburg und Zug führt östlich der Zentren von Wey und Langdorf vorbei und weist insbesondere im südlichen Abschnitt eine kurvenreiche Streckenführung auf. In Richtung Osten zweigt eine weitere Hauptstrasse ab, die über Egg nach Affoltern am Albis führt. Nebenstrassen führen über Langenmatt nach Buttwil bzw. Geltwil sowie über Hasli nach Althäusern.
Muri AG liegt an der Aargauischen Südbahn der SBB von Aarau nach Rotkreuz. Der Bahnhof wird von folgenden Linien bedient:
- 6 Olten – Lenzburg – Arth-Goldau (Südbahn-Express, nur am Wochenende)
- S 25 Brugg – Othmarsingen – Wohlen – Muri
- S 26 Olten – Aarau/Lenzburg – Wohlen – Muri – Rotkreuz
- S 42 (Zürich HB – Dietikon – Wohlen – Muri) Verkehrt nur in Hauptverkehrszeiten.

Vom Bahnhof aus werden folgende Gemeinden mit Postautolinien verbunden:
- 217 Affoltern am Albis – Obfelden – Merenschwand – Aristau – Muri, Bahnhof – Muri, Spital
- 245 (Zürich-Wiedikon) – (Zürich, Triemli) – Birmensdorf ZH – Arni AG – Oberlunkhofen – Unterlunkhofen – Rottenschwil – Aristau – Muri
- 343 (Geltwil) – Buttwil – Muri
- 344 (Brunnwil) – Beinwil (Freiamt) – Muri
- N6 Zug – Sins – Muri – Mühlau

## Bildung
In Muri gibt es fünf Schulzentren (Bachmatten, Badweiher, Kloster, Rösslimatt und Im Roos). In letzterem befand sich von 1956 bis 2002 die Landwirtschaftsschule. Das wichtigste Schulzentrum ist das Bachmattenschulhaus mit Bezirksschule, Sekundarschule und Realschule. Einige Klassen der Primarschule sind in einem Flügel des Klosters untergebracht. Das nächstgelegene Gymnasium ist die Kantonsschule Wohlen.

## Persönlichkeiten
- Stephan Athanas (* 1960), Musiker und Komponist
- Daniel Baschnagel (* 1967), Jazzmusiker
- Lilo Baur (* 1958), Theaterschaffende
- Johannes Feierabend (um 1440–1508), als Johannes II. Abt des Klosters Muri von 1500 bis 1508
- Silvio Galizia (1925–1989), Architekt und Künstler
- Daphne Gautschi (* 2000), Handballspielerin
- Jakob Glaser (1813–1902), Direktor der Landwirtschaftsschule und Gründer des Solebades
- Fabienne Hadorn (* 1975), Schauspielerin, Tänzerin und Sängerin
- Johannes Hagnauer (um 1450–1500), als Johannes I. Abt des Klosters Muri von 1480 bis 1500
- Heinrich Haller (* 1954), Biologe, Direktor des Schweizerischen Nationalparks
- Robert Huber (* 1975), Fussballspieler
- Urs Huber (* 1985), Mountainbiker
- Kaya Inan (* 1983), Filmeditor
- Franz Käppeli (1943–2022), Kulturmäzen und Ehrenbürger
- Roland Koch (* 1959), Schauspieler
- Beatrice Maritz (* 1962), Künstlerin
- Hugo Müller (1919–2014), Lehrer, Historiker und Ehrenbürger (1999)
- Josef Leonz Müller (1800–1866), Regierungsrat und Richter
- Markus Müller (* 1960), Rechtswissenschaftler und Hochschullehrer
- Konrad von Mure (um 1210–1281), Verfasser von lateinischen Lehrgedichten
- Ruth Ramstein (* 1950), Schulpflegerin, Preisträgerin des Prix Courage
- Beat Rüttimann (1945–2025), Medizinhistoriker
- Gerhard Schädler (* 1960), Fussballspieler
- Jakob Strebel (1887–1965), Jurist und Politiker
- Walter Thurnherr (* 1963), Diplomat und Bundeskanzler
- Franz Vorster (1768–1829), Regierungsrat
- Leo Weber (1920–1995), Regierungsrat, Nationalrat, Ehrenbürger
- Cécile Wick (* 1954), Künstlerin, Fotografin und Hochschullehrerin
- Susanne Wille (* 1974), Journalistin, Fernsehmoderatorin, Generaldirektorin SRG
- Caspar Wolf (1735–1783), Maler
- Urs Ziswiler (* 1949), Diplomat